# Statistikgeheimnis
Unter Statistikgeheimnis versteht man die Verschwiegenheitspflicht, der Mitarbeiter von Statistischen Ämtern (Statistisches Bundesamt, Statistische Landesämter, Ämter für Statistik in den Gemeinden) unterliegen.

## Deutschland
Die statistische Geheimhaltung ist das zentrale Fundament der Beziehungen von statistischen Behörden zu den Auskunftgebenden. Gesetzlich festgeschrieben ist sie in § 16 des Bundesstatistikgesetzes (BStatG) und in den Landesstatistikgesetzen. Für alle amtlichen Statistiken in Deutschland gilt generell der zentrale Grundsatz, dass die Einzelangaben der Befragten strikt geheim zu halten sind. Die Angaben dienen ausschließlich statistischen Zwecken und dürfen nur für die gesetzlich bestimmten Zwecke verwendet werden. Für jede amtliche Statistik ist eine spezielle Rechtsgrundlage erforderlich. Dies wird auch als Statistikgeheimnis bezeichnet.
Aus der strikten Anwendung des Statistikgeheimnisses folgt, dass außer den zur Geheimhaltung verpflichteten Mitarbeitern der statistischen Dienststellen niemand erfährt, welche Einzeldaten bei Statistiken erhoben wurden. Persönliche Angaben verlassen den abgeschotteten Bereich des Statistischen Amtes nicht, keine andere Dienststelle innerhalb der gleichen Behörde, keine andere Behörde, auch nicht das Finanzamt oder die Agentur für Arbeit und keine anderen Personen, wie Verwandte oder Nachbarn, erfahren etwas über die Daten.
Alle erfragten Daten müssen anonymisiert ausgewertet, Erhebungsunterlagen nach Abschluss der Aufbereitung vernichtet werden. Bei der Veröffentlichung von Statistik-Resultaten muss ausgeschlossen werden, dass Rückschlüsse auf einzelne Auskunftspflichtige (Personen oder Unternehmen) gezogen werden können. Die kleinste Einheit, die für die regionale Zuordnung der Erhebungsmerkmale genutzt werden darf, ist bei Bundesstatistiken die Blockseite (§ 10 Abs. 2 BStatG). Namen und Adressen müssen zum frühestmöglichen Zeitpunkt gelöscht werden.

## Österreich
Auch in Österreich gilt das Statistikgeheimnis. Es wird im Bundesstatistikgesetz aus dem Jahre 2000 geregelt, in dem die strengen Geheimhaltungsbestimmungen den Umgang mit vertraulichen Daten von Personen und Unternehmen beschrieben werden.

## Schweiz
In der Schweiz wird das Statistikgeheimnis durch die Charta der öffentlichen Statistik der Schweiz geregelt. Bei den Grundprinzipien wird dort im Absatz 10 die Regelungen des Statistikgeheimnises beschrieben; die Statistikstellen sollen die Daten einzelner natürlicher oder juristischer Personen streng vertraulich behandeln. Die Verbreitung statistischer Informationen, durch die Rückschlüsse auf einzelne Personen gezogen werden können, ist dort untersagt.